# Fabio De Agostini
Fabio De Agostini (né le 12 octobre 1926 à Viù et mort en 2009, dans la province de Turin, au Piémont) est un scénariste et réalisateur italien.

## Biographie
Journaliste et réalisateur de documentaires, Fabio De Agostini travaille de 1947 à 1955 comme assistant-réalisateur pour des longs métrages auprès de réalisateurs comme Mario Bonnard, Géza von Radványi, Joseph Losey, Sergio Grieco ou Giacomo Gentilomo.
À partir de 1959, il écrit des scénarios pour des films, entre autres, de Sergio Grieco et de Sergio Bergonzelli. Deux ans plus tôt, il avait réalisé un film pour enfants Lauta mancia. Dans les années 1970, il fait deux autres films, dont le si controversé Les Nuits rouges de la Gestapo (it) (Le lunghe notti della Gestapo), sorti en 1977.

## Filmographie

### Comme scénariste
- 1950 : Il sentiero dell'odio de Sergio Grieco
- 1957 : Lauta mancia de Fabio De Agostini
- 1959 : Pousse pas grand-père dans les orties (Juke box - Urli d'amore) de Mauro Morassi
- 1962 : Jules César contre les pirates (Giulio Cesare contro i pirati) de Sergio Grieco
- 1962 : Le Capitaine de fer (Il capitano di ferro) de Sergio Grieco
- 1963 : Ce monde interdit (Questo mondo proibito) de Fabrizio Gabella
- 1963 : L'Enfant du cirque (Il figlio del circo) de Sergio Grieco
- 1965 : Les Amants d'outre-tombe (Amanti d'oltretomba) de Mario Caiano
- 1969 : Le 10 meraviglie dell'amore de Sergio Bergonzelli et Theo Maria Werner
- 1970 : Dans les replis de la chair (Nelle pieghe della carne) de Sergio Bergonzelli
- 1970 : Belle d'amore (it) de Fabio De Agostini
- 1971 : L'Œil de l'araignée (L'occhio del ragno) de Roberto Bianchi Montero
- 1977 : Les Nuits rouges de la Gestapo (it) (Le lunghe notti della Gestapo) de Fabio De Agostini
- 1978 : L'Affaire suisse de Max Peter Ammann
- 1987 : D'Annunzio de Sergio Nasca

### Comme réalisateur
- 1957 : Lauta mancia
- 1970 : Belle d'amore (it)
- 1977 : Les Nuits rouges de la Gestapo (it) (Le lunghe notti della Gestapo)

### Comme assistant-réalisateur
- 1947 : Addio, mia bella Napoli! (it) de Mario Bonnard
- 1950 : Femmes sans nom (Donne senza nome) de Géza von Radványi
- 1952 : Un homme à détruire (Imbarco a mezzanotte) de Joseph Losey et Andrea Forzano
- 1952 : Non è vero... ma ci credo de Sergio Grieco
- 1953 : Prisonnière des ténèbres (La cieca di Sorrento) de Giacomo Gentilomo
- 1953 : Fermi tutti... arrivo io! de Sergio Grieco
- 1954 : L'amour viendra (it) (Appassionatamente) de Giacomo Gentilomo
- 1954 : Addio, mia bella signora! (it) de Fernando Cerchio
- 1955 : La Veuve (La vedova X) de Lewis Milestone